# SS Maceratese
Die Società Sportiva Maceratese ist ein italienischer Fußballverein aus Macerata. Der größte Erfolg des 1922 gegründeten Vereins war die Teilnahme an der zweitklassigen Serie B 1940/41.

## Geschichte
Die heutige SS Maceratese wurde im Jahre 1922 unter dem Namen Unione Calcistica Maceratese, hervorgehend aus einer Fusion der lokalen Vereine FC Macerata, Helvia Recina, Robur Macerata sowie Virtus Macerata, gegründet. Beheimatet ist der Verein in der 40.000-Einwohner-Stadt Macerata in der mittelitalienischen Region Marken. Traditionell ist die SS Maceratese hinter Ascoli Picchio FC 1898 sowie dem AC Ancona der drittrenommierteste Klub der Region. Seine Heimspiele trägt die SS Maceratese im Stadio Helvia Recina aus. 1964 eröffnet, bietet es Platz für insgesamt 5.850 Zuschauer und bezieht seinen Namen von einem historischen Bauwerk namens Helvia Recina, gelegen in der Provinz Macerata.
Nachdem man die ersten Jahre seines Bestehens weitgehend amateurhaft und mit zahlreichen Namenswechseln verbracht hatte, nahm man 1929/30 als Società Sportiva Macerata an der neu gegründeten Prima Divisione als dritthöchste Spielklasse in Italien teil. Hier hielt man sich zwei Jahre sicher im Mittelfeld, 1932 folgte jedoch der Lizenzentzug und damit verbunden der Abstiegs in den Regionalfußball von Marken. Als AC Macerata gelang 1936 die Rückkehr in die dritte Liga, die nunmehr unter dem Namen Serie C lief. Nach Platz acht im ersten und Platz drei im zweiten Jahr beendete der AC Macerata die Saison 1938/39 auf Platz eins der Girone F. In den Aufstiegsplayoffs musste man sich jedoch CC Catania sowie Molinella Calcio geschlagen geben. Im Jahr darauf klappte es dann aber mit dem Aufstieg in die Serie B. Nachdem erneut die Girone F als Erster beendet wurde, setzte sich das Team von Trainer Gino Rossetti in den Playoffs gegenüber dem AC Varese sowie gegenüber Mater Rom durch und schaffte zum ersten und bis heute einzigen Mal in der Vereinsgeschichte den Aufstieg in die zweithöchste Spielklasse Italiens. Dort gelang der Klassenerhalt allerdings nicht, mit nur 21 Zählern aus 34 Spielen und neun Punkten Rückstand auf den vom AC Pisa belegten ersten Nichtabstiegsplatz folgte der direkte Wiederabstieg. Daraufhin verweilte Maceratese bis zur kriegsbedingten Spielpause zwischen 1943 und 1945 in der Serie C.
Nach Kriegsende spielte der AC Maceratese vorerst weiterhin in der Serie C, konnte aber nicht mehr an die gezeigten Leistungen von vor 1943 anknüpfen. Folglich stieg man nach Ende der Saison 1951/52 in die IV Serie ab, nur um ein Jahr später gleich in die fünfthöchste Spielklasse durchgereicht zu werden. 1955 folgte gar der Abstieg in die Prima Divisione Marche, wodurch Maceratese nur noch sechstklassig spielte. Von diesem Abwärtstrend erholte sich der Verein aber schnell, bereits 1959 spielte man wieder für ein Jahr in der Serie C, musste aber gleich wieder absteigen. Nach einigen Serie-D-Jahren agierte Maceratese von 1963 bis 1969 erneut längere Zeit drittklassig, wobei man in der Saison 1966/67 den Aufstieg in die Serie B nur um einen Punkt gegenüber dem AC Perugia verpasste. Eine weitere drittklassige Phase folgte wenig später zwischen 1970 und 1973.
Nach dem Abstieg aus der Serie C 1973 verschwand Maceratese für lange Zeit aus der Drittklassigkeit. Man spielte zunächst sieben Jahre in der Serie D und ab 1979 in der neuen Serie C2 als vierthöchster Liga. Von dort aus ereilte Maceratese in den späten 1980er-Jahren ein tiefer Absturz mit drei Abstiegen in Folge, bis man schließlich nur noch siebtklassig agierte. Nach einer Neugründung 1991 als Associazione Calcio Nuova Maceratese gelang schrittweise die Rückkehr auf überregionalen Fußball, 1993 spielte Macerata wieder in der Serie C2. Trotz zwischenzeitlichem Abstieg konnte man sich in der Liga etablieren, aus der man erst 2001 wieder abstieg und infolgedessen wieder für Jahre in Serie D und Eccellenza versank. In diese Zeit fielen diverse Namensänderungen – von 2002 bis 2009 als AC Maceratese, von 2009 bis 2011 als Fulgor Maceratese 1922 und schließlich ab 2011 als SS Maceratese. Unter dem Namen SS Maceratese gelang dem Verein 2015 schließlich nach 42 Jahren die Rückkehr in die Drittklassigkeit. Die Girone F der Serie D wurde als Erster mit vier Punkten vor Alma Juventus Fano 1906 beendet, womit der Aufstieg in die Lega Pro zur Saison 2015/16 ermöglicht wurde.

## Spielstätte
Als Spielstätte dient dem Verein das Stadio Helvia Recina mit Platz für 4.315 Zuschauer.

## Statistiken

### Erfolge
- Aufstieg in die Serie B: 1× (1939/40)
- Seconda Divisione Marche: 1× (1922/23)
- Eccellenza Marche: 3× (1991/92, 2004/05, 2011/12)
- Campionato Dilettanti: 1× (1957/58)

### Bekannte Spieler
- Giuseppe Brizi
- Borislav Cvetković
- Stefano Colantuono
- Andy Selva

### Bekannte Trainer
- Giuseppe Brizi
- Gino Rossetti